# Кодзи, Эндрю
Эндрю Джулиан Хироаки Кодзи (англ. Andrew Julian Hiroaki Koji; род. 10 ноября 1987, Эпсом, Суррей, Великобритания) — британский актер, мастер боевых искусств и каскадёр. Наиболее известен своей ролью А Сама в сериале канала Cinemax «Воин» и ролью в супергеройском фильме «G.I. Joe: Бросок кобры. Снейк Айз».

## Биография
Кодзи родился в Эпсоме, графство Суррей. Его отец японец, а мать англичанка. Из-за своего смешанного происхождения Кодзи идентифицирует свою принадлежность к смешанной этнической группе.
Первые шаги в киноиндустрии сделал в подростковом возрасте, снимая короткометражные фильмы. В 18 лет он переехал в Таиланд, продолжая упражняться в боевых искусствах, и занимался небольшой работой в киноиндустрии. Затем он переехал в Японию в поисках работы, где смог поработать как перед камерой, так и за ней, прежде чем вернуться в Англию, чтобы обучаться актёрскому мастерству в Actors 'Temple Studio в Лондоне. Со временем он начал получать более крупные роли в театре и на телевидении в Великобритании. По словам Кодзи: «В Великобритании моё смешанное происхождение не было особенно выгодным. Возможности для восточноазиатских актёров в то время были и остаются весьма ограниченными, хотя ситуация меняется».
Мечтая стать актёром, Эндрю Кодзи бросил колледж в возрасте 19 лет, чтобы полностью сосредоточиться на актёрской игре, и начал уделять больше времени своей карьере в боевых искусствах. К 20 годам Кодзи учился и соревновался в тхэквондо, а также тренировался в Шаолиньском ушу в Храме Шаолинь в Великобритании. Хотя он писал сценарии и продюсировал собственные фильмы, Кодзи также работал дублером; в частности в «Форсаже 6». В прошлом Эндрю Кодзи также выступал с Королевской шекспировской труппой.
Несмотря на относительный успех, Кодзи был разочарован отсутствием больших ролей. Ситуация изменилась в 2017 году, когда он прошел прослушивание и получил главную роль А Сама в сериале Cinemax «Воин». Премьера первого сезона состоялась в апреле 2019 года, а второго — в октябре 2020 года.
В августе 2019 года Кодзи получил роль Сторм Шэдоу в предстоящем фильме «G.I. Joe: Бросок кобры. Снейк Айз», а также в новом триллере Дэвида Литча «Скоростной поезд».
Согласно его актерскому профилю на веб-сайте агентства Имона Бедфорда, навыки Кодзи включают: акробатику, компьютерную грамотность, режиссуру, импровизацию, военную подготовку. Занимается такими видами спорта, как бокс, скалолазание, гимнастика, карате, кикбоксинг, кунг-фу, боевые искусства, сценический бой, бой на мечах, тхэквондо.

## Фильмография
| Год          |     | Русское название                         | Оригинальное название                               | Роль                               |
| ------------ | --- | ---------------------------------------- | --------------------------------------------------- | ---------------------------------- |
| 2006         | кор | —                                        | Project One                                         | солдат                             |
| 2007         | ф   | Отражая удар                             | FB: Fighting Beat                                   | Кайл                               |
| 2009         | ф   | Парни двадцатого века: Последняя надежда | 20-seiki shônen: Dai 2 shô — Saigo no kibô          | тайский гангстер                   |
| 2010—2015    | с   | Катастрофа                               | Casualty                                            | Кеонг Муронг / Харо Рид            |
| 2011         | ф   | —                                        | The Missing Day                                     | Хуан                               |
| 2011         | кор | —                                        | Mercutio’s Dreaming: The Killing of a Chinese Actor | Лоренс                             |
| 2011         | кор | —                                        | Gorjilla Suit                                       | Йоши                               |
| 2012         | с   | Секунды до катастрофы                    | Seconds From Disaster                               | офицер                             |
| 2013         | ф   | —                                        | #aiww: The Arrest of Ai Weiwei                      | первый полицейский / первый солдат |
| 2013         | ф   | Форсаж 6                                 | Fast & Furious 6                                    | полицейский под прикрытием         |
| 2013         | кор | —                                        | Scrutiny                                            | Стефан Эйр                         |
| 2013         | кор | —                                        | A Situation                                         | Юдзи                               |
| 2013         | кор | —                                        | Above the Waist                                     | Кен                                |
| 2013         | с   | Не те парни                              | The Wrong Mans                                      | Джейсон                            |
| 2014         | кор | —                                        | Way of the Warrior                                  | Горо                               |
| 2014         | кор | Лощина                                   | Hollow                                              | фехтовальщик                       |
| 2014         | с   | —                                        | Film Lab Presents                                   | Сэм                                |
| 2014         | кор | —                                        | Chameleon                                           | охранник Куро                      |
| 2015         | с   | Алиби                                    | Frikjent                                            | Чен                                |
| 2015         | кор | —                                        | Backwater                                           | н/д                                |
| 2015         | ф   | Счастливчик                              | Luck                                                | Рай                                |
| 2015         | кор | —                                        | Deep Pan Fury                                       | Каташи Кимото                      |
| 2016         | с   | Вызовите акушерку                        | Call the Midwife                                    | Бенни Су                           |
| 2016         | кор | —                                        | Hall of Mirrors                                     | н/д                                |
| 2017         | с   | —                                        | Jade Dragon                                         | Майки                              |
| 2017         | ки  | —                                        | Final Fantasy XIV: Stormblood                       | Хиен                               |
| 2017         | тф  | —                                        | Finding Akira                                       | Джеймс                             |
| 2017         | ф   | —                                        | Trendy                                              | агент по недвижимости              |
| 2018         | с   | Невинные                                 | The Innocents                                       | Эндрю                              |
| 2019         | кор | —                                        | Sandwich                                            | Майкл                              |
| 2019         | с   | Американские боги                        | American Gods                                       | исполнительный директор            |
| 2019         | с   | Острые козырьки                          | Peaky Blinders                                      | Бриллиант Чанг                     |
| 2019—2020    | с   | Воин                                     | Warrior                                             | А Сам                              |
| 2021         | ф   | G.I. Joe: Бросок кобры. Снейк Айз        | Snake Eyes: G.I. Joe Origins                        | Томми / Сторм Шэдоу                |
| 2022         | ф   | Быстрее пули                             | Bullet Train                                        | Кимура                             |
| 2023         | ф   | Пацан против всех                        | Boy Kills World                                     | Башо                               |
| 2020 — н. в. | с   | Банды Лондона                            | Gangs of London                                     | Зик Кимура                         |